# Alocoderus elongatulus
Alocoderus elongatulus är en skalbaggsart som beskrevs av Fabricius 1801. Alocoderus elongatulus ingår i släktet Alocoderus och familjen Aphodiidae. Inga underarter finns listade i Catalogue of Life.